# Богоявление в Греции

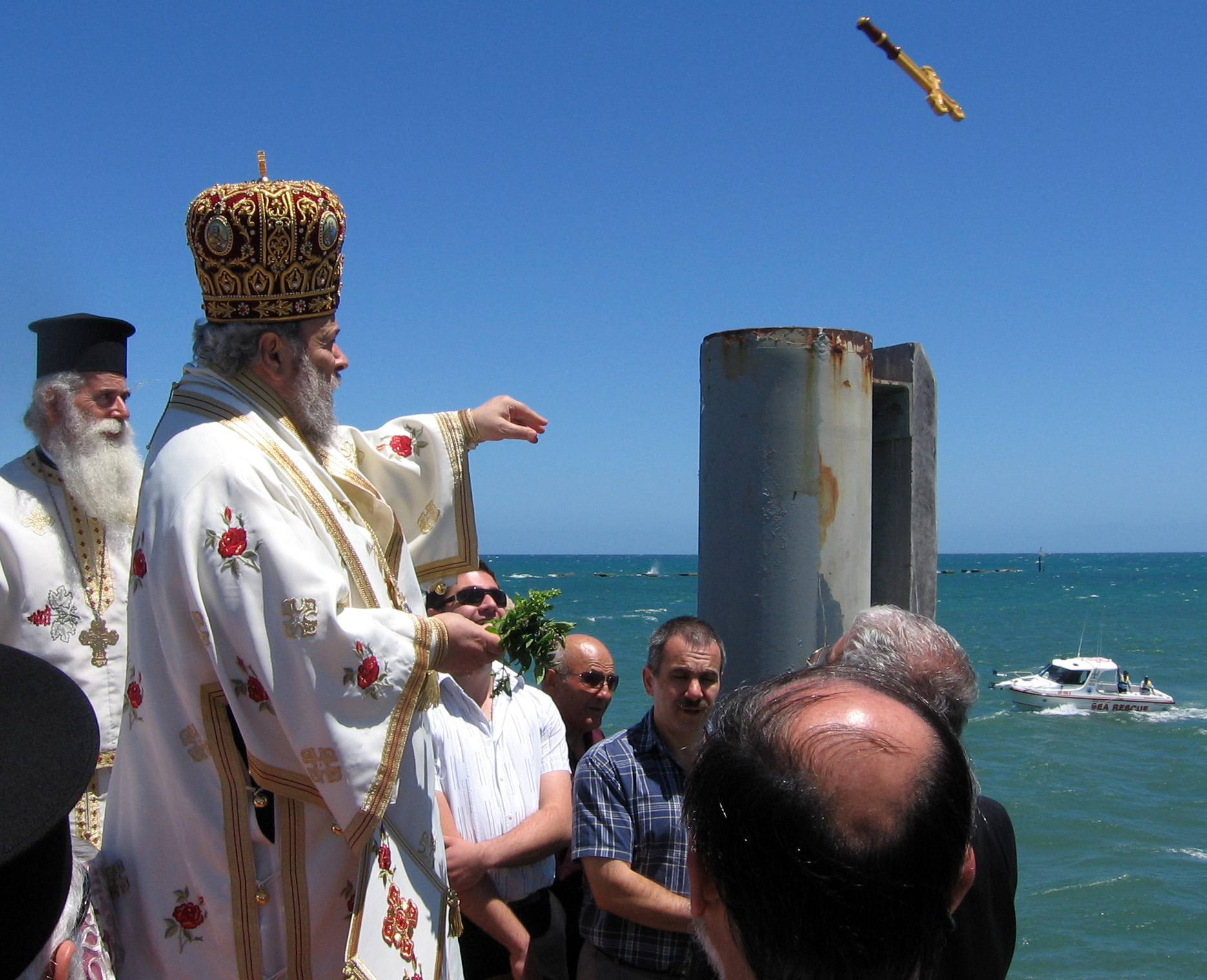
Традиция бросания креста в водоем с последующим заплывом за ним. Празднование Теофании греческой общиной Южной Австралии.

Богоявление (греч. Θεοφάνια, Επιφάνια «Явление») — национальный праздник Греции, который также именуется Фота (греч. Φώτα). Он завершает празднование 12 рождественских дней.
Традиционно празднование Теофании во всех уголках страны начиналось с вечернего богослужения в храме накануне 5 января. После его завершения священник идёт от дома к дому с крестом и кропит святой водой жилище кропилом из листьев базилика душистого. Существуют и региональные особенности. В частности, на острове Крит существует старый обычай на Теофанию готовить специальное блюдо фотоколиву — варёную пшеницу с горохом. Считалось, каждая семья должна поужинать этой кашей и накормить домашний скот, чтобы иметь весь год крепкое здоровье и счастье в доме.
Сейчас великое освящение происходит 6 января в день Богоявления Господня. Длинная процессия горожан направляется к водоему — морю, реке, озеру или даже водохранилищу. Впереди процессии несут хоругви. Священнослужитель (в Афинах — архиепископ Иероним II, в Салониках — митрополит Анфим (Руссас) и т. д.) после службы освящает воду и после этого бросает крест, которым только что освятил воду и благословил присутствующих, в водоем. За крестом в холодную воду ныряют юноши и молодые мужчины. Считается, что тот, кто найдёт крест, получит божественное покровительство и удачу круглый год.

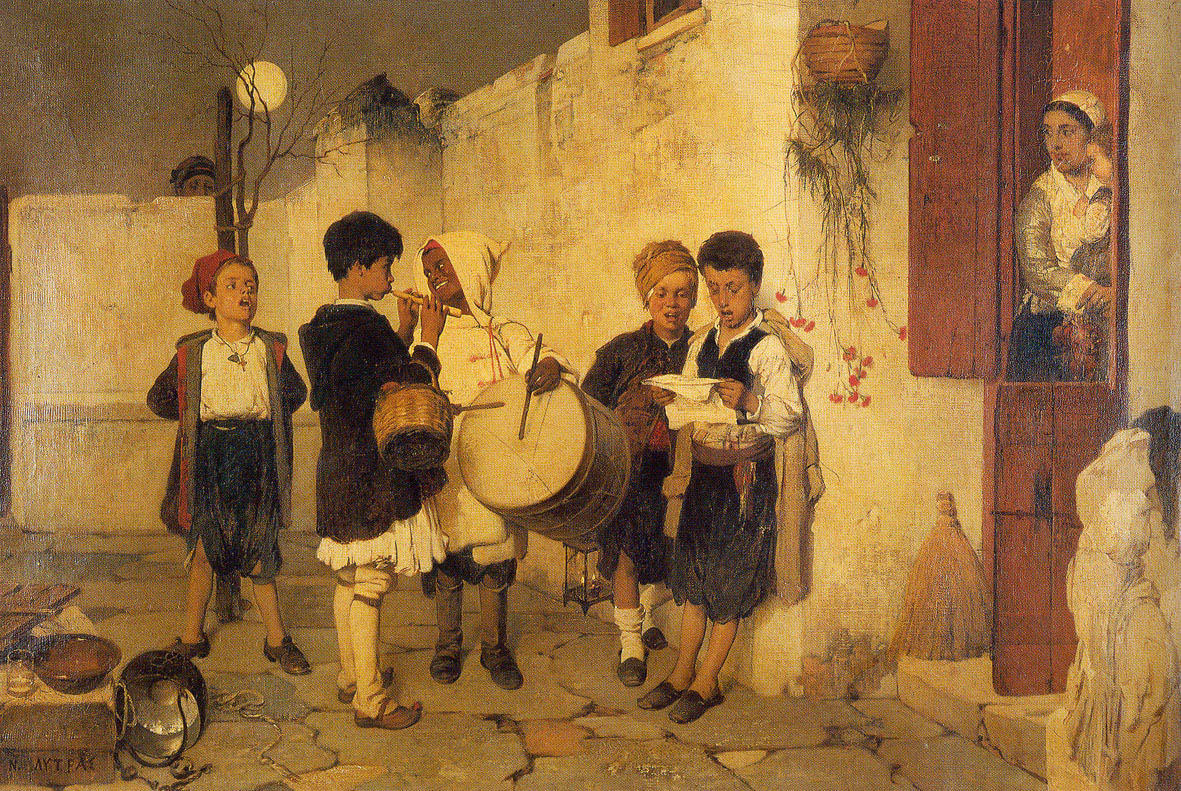
Дети, которые поют каланду, Никифорос Литрас.

Также во многих областях Греции сохранились обычаи, не одобряемые церковью. Так, считается, что в период 12 дней между праздником Рождества Христова 25 декабря и Богоявления 6 января важно постоянно отгонять от дома злых духов — каликандзаров. По народному поверью, это уродливые существа, живущие в подземном мире и грызущие мировое дерево, на котором держится земля. В праздничные зимние дни они поднимаются на поверхность и стараются всячески пакостить хозяевам, спускаясь к ним в жилища через дымоход. Чтобы отгонять каликандзаров, надо все 12 дней жечь костер освящённым поленом или ароматными травами.
На протяжении всех рождественских дней дети поют колядки, которые в Греции называют каланда. Однако на Богоявление они исполняют особые песни греч. Κάλαντα Φώτων. Самая популярная из них «Σήμερα τα φώτα» (рус. Сегодня Фота).